# Ectropis obducta
Ectropis obducta là một loài bướm đêm trong họ Geometridae.